# Garry Tallent
Garry Wayne Tallent (Detroit (Michigan), 27 oktober 1949) is een Amerikaanse rockmuzikant (zang, basgitaar, tuba) en muziekproducent.

## Biografie
Garry Wayne Tallent is een Amerikaanse muzikant en platenproducent, vooral bekend als bassist en oprichter van de E Street Band, Bruce Springsteens primaire achtergrondband sinds 1972. Vanaf 2013, en Springsteen zelf niet meegerekend, is Tallent het enige oorspronkelijke lid van de E Street Band dat nog bij de band is. Tallent werd als lid van de E Street Band ingewijd in de Rock and Roll Hall of Fame.
Tallent groeide op in Neptune City aan de kust van Jersey Shore en speelde eerst de tuba en vervolgens de basgitaar. Tallent ging naar de Neptune High School, samen met toekomstige bandmaat Vini Lopez. Hij werd beïnvloed door James Jamerson, Donald 'Duck' Dunn en Paul McCartney. Hij begon met Springsteen te spelen in 1971 in twee eerdere bands en was toen een oorspronkelijk lid van de E Street Band, die werd geformeerd in 1972. Zowel visueel als muzikaal blijft hij op de achtergrond, hoewel zijn bas een sleutelrol speelt in de muziek van Springsteen. Zijn meest opvallende baspartijen zijn mogelijk op het nummer Fire en het laatste couplet van Incident on 57th Street. Tijdens de vroege jaren van de E Street Band speelde hij af en toe de tuba op enkele buitenissig vroege nummers van Springsteen, zowel in concert als op plaat (met name Wild Billy's Circus Story).
Naast zijn werk met Springsteen heeft Tallent met tal van andere artiesten opgenomen. In 1987 produceerde Tallent het nummer Crying, Waiting, Hoping voor Marshall Crenshaw op de soundtrack van La Bamba. Gedurende de lange tijd dat de E Street Band tijdens de jaren 1990 inactief was, verhuisde Tallent naar Nashville (Tennessee), met affiniteit voor country & western en rockabilly muziek. (Op dit punt werd Tallent al lang aangeduid met de bijnaam 'The Tennessee Terror', een naam die hem werd gegeven na eenmaal kort door Tennessee te zijn gereden tijdens een roadtrip). Daar opende hij de opnamestudio MoonDog en hielp hij het label D'Ville Record Group te starten. Tallent heeft artiesten als Jim Lauderdale, Kevin Gordon en Steve Forbert geproduceerd.
- Bibliothèque nationale de France: cb142315636 (data)
- Gemeinsame Normdatei: 134536037
- International Standard Name Identifier: 0000 0000 5515 7444
- Library of Congress Control Number: n84157882
- MusicBrainz: 42b42dd1-9263-4eae-91cd-4014a5b5d39f
- Nationale Bibliotheek van Tsjechië: xx0119358
- Virtual International Authority File: 7599988
- WorldCat: E39PBJtCxC9Dp3HWVWkvKBR7pP

E Street Band: Bruce Springsteen · Roy Bittan · Nils Lofgren · Patti Scialfa · Garry Tallent · Steven Van Zandt · Max Weinberg
Jake Clemons · Charles Giordano · Soozie Tyrell
Voormalige leden: Ernest Carter · Clarence Clemons · Danny Federici · Vini Lopez · David Sancious
Voormalige tourmuzikanten:
Everett Bradley · Barry Danielian · Clark Gayton · Curtis King · Suki Lahav · Ed Manion · The Miami Horns · Cindy Mizelle · Michelle Moore · Tom Morello · Curt Ramm · Jay Weinberg